# Eparchie sarenská
Eparchie Sarny je eparchie ukrajinské pravoslavné církve Moskevského patriarchátu.

## Území a titul biskupa
Zahrnuje správní hranice území Berezenského, Volodymyreckého, Dubrovyckého
, Zaričenského, Kostopilského, Rokytenského a Sarenského rajónu Rovenské oblasti.
Eparchiálnímu biskupovi náleží titul biskup poliský a sarenský.

## Historie
Eparchie byla zřízena Svatým synodem Ukrajinské pravoslavné církve dne 30. března 1999 oddělením území z rovenské eparchie.
Dne 7. prosince 2018 bylo rozhodnuto o změně titulu biskupa ze sarenský a poliský na poliský a sarenský.

## Seznam biskupů
od 1999 Anatolij (Hladkyj)